# Babakan (Kalimanah)
Babakan is een bestuurslaag in het regentschap Purbalingga van de provincie Midden-Java, Indonesië. Babakan telt 6052 inwoners (volkstelling 2010).